# Biantella reticulata
Genre
Espèce
Biantella reticulata, unique représentant du genre Biantella, est une espèce d'opilions laniatores de la famille des Biantidae.

## Distribution
Cette espèce est endémique de la région du Littoral au Cameroun. Elle se rencontre vers Édéa.

## Description
Le mâle holotype mesure 2,5 mm.

## Publication originale
- Roewer, 1927 : « Weitere Weberknechte I. 1. Ergänzung der: "Weberknechte der Erde", 1923. » Abhandlungen des Naturwissenschaftlichen Vereins zu Bremen, vol. 26, p. 261–402.